# Wislahaf
Het Wislahaf (ook wel Weichselhaf - Pools: Zalew Wiślany, Russisch: Калининградский залив, Kaliningradski Zaliv, Duits: Frisches Haff) is het middelste van de drie grote haffen aan de Oostzeekust. Het ligt gedeeltelijk op Pools en gedeeltelijk op Russisch grondgebied (exclave Kaliningrad).
Het haf wordt door de Wislaschoorwal gescheiden van de Bocht van Gdańsk. Deze schoorwal is circa 50 kilometer lang en gemiddeld 2 kilometer breed.
Het Wislahaf wordt voornamelijk gevoed door de Nogat, een zijtak van de Wisła (waarvan de hoofdstroom direct naar de Bocht van Gdansk loopt). In het noordoosten watert de Pregolja af op het Wislahaf. De stad Kaliningrad ligt even stroomopwaarts aan de Pregolja.
Hoewel het haf gedeeltelijk Pools is, hadden Poolse schepen geen directe toegang tot de Oostzee, want de doorgang naar de zee ligt in de exclave Kaliningrad, op Russisch grondgebied. Die doorgang wordt bewaakt door de belangrijke Russische marinehaven Baltiejsk, het voormalige Oost-Pruisische Pillau, wat een belangrijke machtsfactor voor Rusland is. Polen groef daarom, onder hevig protest van de Russen, een tweede doorgang, het Wislaschoorwal-kanaal. Dit is in 2022 geopend. Milieuorganisaties zijn bezorgd over mogelijke veranderingen in het mariene ecosysteem.